# 獨立城 (堪薩斯州)
獨立城（英語：Independence）是一個位於美國堪薩斯州蒙哥馬利縣的城市。同時該地也是蒙哥馬利縣的縣治。

## 地方資料
獨立城的座標為37°13′27″N 95°42′30″W / 37.22417°N 95.70833°W，而該地的海拔高度為245米（即804英尺）。根據2010年美國人口普查，該地共人口8548人，而該地的面積約為19.88平方千米。